# DowDuPont
DowDuPont is een Amerikaans chemieconcern, ontstaan op 1 september 2017 door de fusie van Dow Chemical met sectorgenoot DuPont. Het concern is qua omzet het grootste chemisch bedrijf ter wereld.
Op termijn zal het nieuwe bedrijf zich opsplitsen in drie aparte ondernemingen gericht op landbouw, chemische grondstoffen en speciale chemicaliën. Er zijn twee nieuwe bedrijven geformeerd, Dow Holdings Inc. waarin de activiteiten met betrekking tot de chemische grondstoffen zijn ondergebracht en Corteva, Inc., voor de landbouwgerelateerde activiteiten. Deze laatste werd op 1 juni 2019 verzelfstandigd. Alleen de speciale chemicaliën blijven bij het bedrijf achter dat weer verder gaat onder de naam DuPont.
In augustus 2019 maakte DuPont bekend zijn voeding- en biowetenschappendivisie te willen afstoten. Alle opties worden opengehouden, er wordt gekeken naar een directe verkoop, maar een verzelfstandiging of een fusie met een ander bedrijf behoort ook tot de mogelijkheden. De divisie heeft een getaxeerde waarde van ongeveer US$ 20 miljard. DSM heeft ook interesse getoond. Begin 2021 is deze divisie gefuseerd met International Flavors and Fragrances.